# Balla László (író)
Balla László (Pálóc, 1927. július 23. – Ungvár, 2010. október 28.) kárpátaljai magyar költő, író, műfordító és újságíró. A második világháború utáni évtizedekben a Szovjetunióhoz tartozó Kárpátalja egyik jelentős magyar közéleti személyisége volt, az 1960-as évektől az 1980-as évekig íróként és irodalomszervezőként is  meghatározó szerepet játszott a kárpátaljai magyar irodalmi életben.

## Élete
Az akkor Csehszlovákiához, ma Szlovákiához tartozó Pálócón (szlovákul: Pavlovce nad Uhom) született Balla Károly és Járó Mária gyermekeként. Apja tisztviselőként dolgozott. 1938-ban Kassán kezdte el gimnáziumi tanulmányait, amit azonban hamarosan meg kellett szakítania. Az első bécsi döntést követően a cseh hatóságok nyomására családjának el kellett hagynia Pálócot (mely nem került akkor Magyarországhoz). A család apja testvérénél talált menedéket, majd az apa előbb Szobráncon, később Karcsaván kapott főjegyzői állást.
1939-ben Ungváron folytatta gimnáziumi tanulmányait. Gimnazistaként ő szerkesztette az iskola lapját. Már 15 éves korától jelentek meg írásai, többek között fővárosi lapokban is. A második világháború idején a család Ungvárra költözött.
Kárpátalja 1944-es szovjet megszállása után Ungváron megszűnt a magyar nyelvű oktatás, így gimnáziumi tanulmányait Kisvárdára átjárva fejezte be.
Ezt követően szobrászatot tanult az Ungvári Képzőművészeti Főiskolán (1945–1946), a Pécsi Tudományegyetemen pedig tanári vizsgát tett 1946-ban. Később szobrászként dolgozott. 1946–1947 között vezette a Kárpátaljai Szépművészeti Szalont is.
1947–1951 között a Kárpáti Igaz Szó olvasószerkesztője, 1951–1953 között pedig a Kárpátontúli Területi Kiadó szerkesztője volt. 1953–1960 között a Ragyanszka Skola Tankönyvkiadó magyar és lengyel szerkesztőségének főszerkesztői posztját töltötte be. 1954–1960 között az Ungvári Állami Egyetem első magyar irodalom tanáraként dolgozott. 1960–1964 között szabadfoglalkozású íróként tevékenykedett. 1964–1965 között a Kárpáti Kiadó magyar szerkesztőségének vezetője volt. 1965–1987 között a Kárpáti Igaz Szó című lap főszerkesztője, 1977-től 10 évig az Ukrajnai Írók Szövetségének vezetőségi tagja volt. 1987-ben vonult nyugdíjba. 2005-ben az átalakult és újraalapított Kárpáti Igaz Szó szerkesztőbizottságának tiszteletbeli elnöke lett és heti rendszerességgel publikált is a lapban.
2010. október 28-án hunyt el Ungváron.

## Magánélete
1955-ben házasságot kötött Róna Margittal. Két gyermekük volt; Hazslinszky Elek (1945-) (nevelt) és Balla D. Károly (1957-)

## Művei
- Zengj hangosabban! (versek, 1951)
- Kitárom karom (versek, 1954)
- Rohanó évek sodrában (vers, 1956)
- Kip-kop, kalapács (gyermekversek, 1959)
- Nyári lángok (versek, 1961)
- És felgördül a függöny (riportok, 1961)
- A holnap öröméért (riportok, 1961)
- Ez az a város (riportok, 1962)
- A "Juventus-1" űrutasai (ifjúsági regény, 1963)
- Meddőfelhők (regény, 1964)
- Hidi Pista biciklista (ifjúsági regény, 1965)
- Parázs a hóban (novellák, 1967)
- A világóra ketyagése (novellák, 1970)
- Tapsi-titok (gyermekversek, 1972)
- Értekezem, tehát vagyok (humoreszkek, szatírák, 1973)
- Csillogó, lobogó, vibráló tájak (művészportrék, 1975)
- Nevető csillagok (gyermekversek, 1976)
- Visszapillantó tükör (válogatott írások, 1977)
- Totális fényben (novellák és regények, 1983)
- A legfőbb parancs (válogatott novellák, 1986)
- Sosemvolt repülések emléke (novellák és színmű, 1989)
- Az utolsó század (regény, 1989)
- Azt bünteti, kit szeret (regény, 1990)
- Ikebana (válogatott versek, 1993)
- A Nagy Semmi (regény, 1994)
- Erdélyi Béla és kortársai. A kárpátaljai magyar képzőművészet három nemzedéke (képzőművészeti monográfia, 1994)
- Csillagírás. Kortárs ukrán költők versei (válogatás, 1994)
- A végtelenben találkoznak (regény, 1994)
- Borbélyműhely a Vakhoz (regény, 1995)
- Ároni áldás (regény, 1996)
- A lét határán (regények, 2001)
- Szobor a főtéren (novellák, regények, 2001)
- Szegény ember vízzel főz (visszaemlékezések, 2002)
- Árva aranyesők (tárcák, 2004)
- Vakrepülés (válogatott versek, 2006)
- Őszi nyárfák (válogatott novellák és kisregények, 2007)
- Szép, mert reménytelen. Kortörténeti regény; PoliPrint, Ungvár, 2008
- Ifjúságom: volt egyszer egy akadémia. Visszaemlékezések 1927–1946; PoliPrint, Ungvár, 2009
- Március virága. Válogatott versfordítások. 1942–2009; PoliPrint, Ungvár, 2009
- Fényimádat. Új és régebbi, eddig nem publikált versek. 1941–2010; PoliPrint, Ungvár, 2010

## Díjai
- Ivan Franko-díj (1995)
- Nagy Lajos-díj (1998)
- Fegyir Putusnyak-díj (2007)